# 김택근
김택근(한국 한자: 金宅根, 2004년 1월 25일 ~ )은 대한민국의 축구 선수로, 포지션은 윙어이다. 현재 K리그2 충남 아산 FC 소속이다.